# Hyrtakos
Hyrtakos (gr. Ὕρτακος, łac. Hyrtacus) – w mitologii greckiej mąż Arisbe, córki Meropsa słynnego wieszczka, ojciec Hyrtakidów.
Hyrtakos poślubił Arisbe po jej rozwodzie z Priamem, zanim ten został królem Troi. Mieli dwóch synów: Asjosa i Nizosa. Obaj brali udział w wojnie trojańskiej jako sojusznicy Priama. Określani są jako Hyrtakidzi. 
Prawdopodobnie Merops, król Perkote, podzielił swoje ziemie, gdyż w wojnie trojańskiej to syn Hyrtakosa, Asjos, dowodzi oddziałem Perkotian.   
W Eneidzie Wergiliusza, w Księdze V, flota trojańska przybyła na Sycylię, gdzie wzięła udział w igrzyskach. Jednym z zawodników turnieju łuczniczego był Hippokoon, syn Hyrtakosa.

## W kulturze
- Homer, Iliada
- Apollodoros z Aten, Bibliotheke[5]
- Wergiliusz, Eneida[6]